# Restaurantes Tip-Top
Tip-Top (a menudo llamado 'Pollo Tip-Top') es una franquicia de restaurantes de Nicaragua, especializada en la venta de pollo frito y rostizado. Tip-Top tiene su sede en la ciudad capital Managua y posee el sistema de franquicias Tip Top.
La cadena de restaurantes de comida rápida Tip Top, fundada en el año 1958, es en la actualidad la más grande de Nicaragua. Su posicionamiento es el más alto entre el resto de actores de la industria de comidas en Nicaragua.  Esta inició como un negocio familiar y representa hoy en día la excelencia de restaurantes, produciendo y comercializando una gran variedad de productos derivados del pollo, donde la filosofía consiste en hacer todo lo que se requiera, de la mejor manera posible, para satisfacer al cliente.

## Historia
Claudio Rosales y Lina Lacayo de Rosales empezaron un negocio en Nicaragua, en 1959 con la venta de pollo procesado crudo, un mercado que dominaba alrededor del 70% en ese tiempo. El primer restaurante abrió en 1958 en el centro de la vieja Managua

## Expansión
Pollo Tip Top empezó su expansión en 2004 debido a la creación de su tax exemption. Los primeros restaurantes fueron abiertos en Estelí y Chinandega, en Nicaragua, pero su meta en 2005 fue llegar al mercado de Honduras, Panamá, Costa Rica y el El Salvador. Tip-Top anunció un plan de expansión por América que a partir de 2010 en varias etapas, y a la misma vez seguiría expandiéndose en el mercado nacional nicaragüense.
Bismarck Alemán, gerente financiero y de franquicias de Deli Pollo, informó que la empresa prevé expandirse a Centroamérica, México, estados con alto índice de hispanos como California, Nevada y Florida en Estados Unidos. Posteriormente a Sudamérica y el Caribe.

## Ubicaciones
- Nicaragua

Managua
- - 1- Restaurante Tip Top Linda Vista
  - 2- Restaurante Tip Top Ciudad Jardín
  - 3- Restaurante Tip Top Bello Horizonte
  - 4- Restaurante Tip Top Centroamérica
  - 5- Restaurante Tip Top Altamira del Este
  - 6- Restaurante Tip Top Nejapa (Shell Carretera Sur)
  - 7- Restaurante Tip Top Plaza Inter
  - 8- Restaurante Tip Top Las Colinas
  - 9- Restaurante Tip Top Carretera Norte (Plaza Rocargo)
  - 10- Restaurante Tip Top Metrocentro
  - 11- Restaurante Tip Top Rubenia
  - 12- Restaurante Tip Top Los Robles
  - 13- Restaurante Tip Top Food Court Colegio Americano
  - 14- Restaurante Tip Top Galerías Santo Domingo
  - 15- Restaurante Tip Top Plaza Caracol
  - 16- Restaurante Tip Top Multicentro Las Américas
  - 17- Restaurante Tip Top Aeropuerto Internacional de Managua
  - 18- Restaurante Tip Top Express Texaco Universitario
  - 19- Restaurante Tip Top Express Texaco Guanacaste
  - 20- Restaurante Tip Top Express Texaco Carretera Sur
  - 21- Restaurante Tip Top Express centro comercial la Gran Vía
  - 22- Restaurante Tip Top Express Las Mercedes
  - 23- Restaurante Tip Top Multicentro Las Brisas
  - 24- Restaurante Tip Top Puerto Salvador Allende

Managua
Franquiciados
- - 1- Restaurante Tip Top Ciudad Sandino
  - 2- Restaurante Tip Top Plaza Veracruz
  - 3- Restaurante Tip Top Food Court Universidad Americana
  - 4- Restaurante Tip Top Express Tipitapa

León
- - 1- Restaurante Tip Top León (Plaza Siglo Nuevo)
  - 2- Tip Top Express Gasolinera UNO Metropolitano León
  - 3- Restaurante Tip Top La Merced León

Matagalpa
- - 1- Restaurante Tip Top Matagalpa
  - 2- Restaurante Tip Top Express Texaco Estrella del Norte Matagalpa

Granada
- - 1- Restaurante Tip top Central

Estelí
Franquiciados
- - 1- Restaurante Tip Top Estelí Panamericano
  - 2- Restaurante Tip Top Estelí Centro
  - 3- Tip Top Express Texaco Estelí

Chinandega
Franquiciados
- - 1- Restaurante Tip Top Chinandega Centro De La Ciudad
  - 2- Restaurante Tip Top Centro Plaza Occidente Food Court

Bluefields
Franquiciados
- - 1- Restaurante Tip Top Bluefields

Granada
Franquiciados
- - 1- Restaurante Tip Top Granada

Juigalpa
Franquiciados
- - 1- Restaurante Tip Top Juigalpa

Masaya
Franquiciados
- - 1- Restaurante Tip Top Masaya

Jinotepe
Franquiciados
- - 1- Restaurante Tip Top Jinotepe

Jinotega
Franquiciados
- - 1- Restaurante Tip Top Express Jinotega

Rivas
Franquiciados
- - 1- Restaurante Tip Top Rivas

Proyecciones 2012
Ocotal
Franquiciados
- - 1- Restaurante Tip Top Ocotal (Diciembre 2012)

## Servicios
Restaurantes Tip Top
Los servicios ofrecidos por Restaurantes Tip Top son:
- - Servicio Express
  - Servicio a Domicilio
  - Servicio Drive Thru
  - Servicio P/Llevar